# Política do Pará
A política do Pará é a direção do território paraense e a determinação dos poderes que compõem sua estrutura de governo. É governado por três poderes, o executivo, o legislativo e o judiciário, com a atual Constituição Estadual sendo promulgada em 5 de outubro de 1989.

## Estrutura Governamental

### Executivo
O chefe de executivo do Estado do Pará é o governador do Pará, eleito diretamente por meio de sufrágio universal e pelo sistema eleitoral de dois turnos. O governador nomeia os secretários que se encarregam de áreas da administração pública estadual, faz parte do processo legislativo ao apresentar o Orçamento Estadual e vetar leis aprovadas pelo Legislativo, ele também é o comandante máximo da Polícia Militar do Estado do Pará, Polícia Civil do Estado do Pará e Corpo de Bombeiros Militar do Estado do Pará.

### Legislativo
O poder legislativo do Pará é composto pela Assembleia Legislativa do Pará, orgão deliberativo unicameral composto por 41 deputados eleitos pelo voto proporcional, a ALEPA cria legislações estaduais e fiscaliza os demais poderes. Ela é direcionada por uma mesa diretora bienal responsável por funções administrativas e pelas votações no plenário, composta de um presidente, dois vices e quatro secretários.

### Tribunal de Contas
O Tribunal de Contas do Estado do Pará (TCE-PA) tem como função principal auxiliar a Assembleia Legislativa no controle externo de toda a administração pública e de fiscalizar a aplicação de todo o dinheiro público pertencente ao estado e aos municípios.